# Dragutin Dimitrijević
Dragutin Dimitrijević (serbio cirílico: Драгутин Димитријевић; Belgrado, 5 de agostojul./ 17 de agosto de 1876greg.–Tesalónica, 11 de juniojul./ 24 de junio de 1917greg.), conocido también con el apodo de Apis (Апис), fue un coronel serbio. 
Miembro destacado de un grupo militar que organizó el derrocamiento del gobierno serbio en 1903, participó personalmente en el asesinato del rey Alejandro y de su esposa, Draga Mašin. También fue el líder de la Mano Negra, grupo presuntamente implicado en el asesinato de Francisco Fernando, archiduque de Austria en junio de 1914. Aún sin probar la responsabilidad del atentado, esto último provocó la crisis de julio que condujo al estallido de la Primera Guerra Mundial. En 1953, fue hallado inocente por falta de pruebas por el Tribunal Supremo de Serbia de su presunta participación en el asesinato.

## Primeros años
Dragutin Dimitrijević nació en Belgrado, en el Principado de Serbia en el verano de 1876. Dimitrijević ingresó en la Academia Militar de Belgrado a los dieciséis años y, gracias a su brillante expediente, fue reclutado por el Estado Mayor del Ejército serbio inmediatamente después de su graduación.

## Golpe de mayo
El grupo de conspiradores en torno a Dimitrijević, entre quienes sería conocido como Apis, se comenzó a formar en 1901 cuando todavía era un simple teniente. Ese mismo año planearon el asesinato del rey Alejandro Obrenović y de su esposa, Draga Mašin, con ocasión del baile de cumpleaños de la reina, el 11 de septiembre. El plan fracasó, pero Dimitrijević siguió ampliando su círculo de adeptos que, en los dos años siguientes ya reunía a un centenar de oficiales del ejército y había entrado en contacto con políticos civiles.
El 29 de mayojul./ 11 de junio de 1903greg., cerca de las dos de la mañana, unos treinta y ocho oficiales serbios irrumpieron en el palacio real de Belgrado, mataron a ambos monarcas y lanzaron sus cuerpos por el balcón del dormitorio. En el transcurso del golpe fueron también asesinados el primer ministro, Dimitrije Cincar-Marković, el ministro de la Guerra, Milovan Pavlović y resultó gravemente herido el ministro del Interior Belímir Theodorović. Dimitrijević participó en el asalto al palacio, pero fue alcanzado por varios disparios en la entrada principal y estuvo a punto de morir desangrado.
El Parlamento serbio, la Skupština, felicitó de forma oficial a Dimitrijević, que fue tratado como un héroe nacional, pese a que la brutalidad del ataque había despertado bastantes recelos. Apis y la red de conspiradores se convirtieron además en los principales apoyos con los que contaba el nuevo monarca, Pedro Karadjordjević, que escogió a Dimitrijević como escolta de su hijo y entonces príncipe heredero, Jorge, durante un viaje por Europa en 1905, cuando apenas se había recuperado de las heridas que había sufrido el día del regicidio y todavía llevaba en su cuerpo tres balas que le habían alcanzado.
Desde entonces, y hasta el estallido de la Primera Guerra Mundial, las intrigas de los regicidas se convirtieron en un factor importante y desestabilizador en la política Serbia, y no solamente en el entorno de la corte: cuatro de ellos se integraron en el primer gobierno provisional formado después de los asesinatos. El nuevo Primer ministro, Nikola Pašić, intentaba limitar su poder apartando, cuando le era posible, a oficiales implicados de puestos de responsabilidad. Tuvo un éxito limitado, pero sus medidas tuvieron como consecuencia que Apis se hiciera con el dominio casi total de la red.
Fue nombrado profesor de Táctica en la Academia Militar y visitó Alemania y Rusia, donde estudió las últimas ideas militares. Durante las guerras de los Balcanes que tuvieron lugar en 1912 y 1913, la planificación militar de Dimitrijević ayudó al Ejército Serbio lograr varias victorias importantes. 

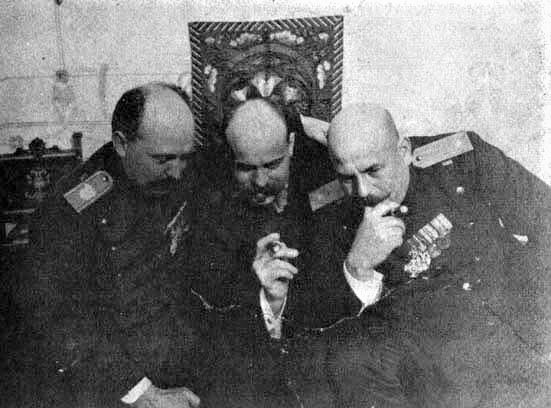
Dragutin Dimitrijević (derecha) y dos asociados de la Mano Negra.

La principal preocupación de Dimitrijević era lo que él veía como la liberación de todos los eslavos del sur, especialmente los serbios, de Austria-Hungría. Aunque Serbia ya era un país independiente, muchos serbios en Bosnia y Herzegovina, Croacia y Vojvodina todavía estaban bajo el dominio austro-húngaro. Dimitrijević se convirtió en líder del grupo secreto La Mano Negra.

## Asesinato en Sarajevo

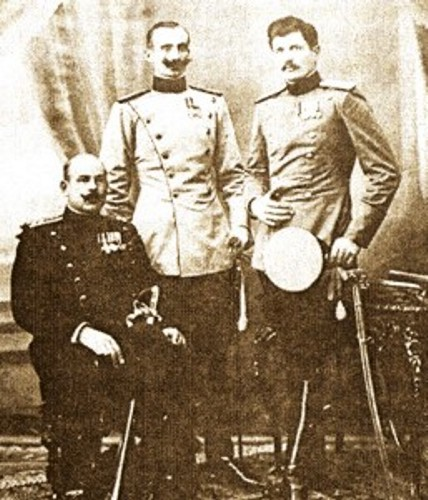
Dragutin Dimitrijević (left), Dušan Glišić and Antonije Antić

En 1911, Dimitrijević había organizado un intento de asesinato del emperador austriaco Franz Josef. A principios de 1914, tras descubrir que tres jóvenes estudiantes serbios de Bosnia, liderados por Gavrilo Princip, de diecinueve años, estaban tramando asesinar al heredero de los Habsburgo Francisco Fernando durante su próxima visita a Sarajevo, la Mano Negra proporcionó a los conspiradores armas y entrenamiento en Belgrado. El apoyo provino del empleado de ferrocarriles Milan Ciganović, miembro de la Mano Negra, con la presunta aprobación de Dimitrijević.
Según el historiador Christopher Clark, es posible que Ciganović hubiera estado informando al primer ministro serbio Nikola Pašić sobre el complot, pero esta especulación se basa en pruebas indirectas. No obstante, se cree que, tras ser advertido de la presencia de terroristas bosnios, Pašić dio instrucciones para que se detuviera a los jóvenes bosnios que intentaran cruzar de nuevo a Bosnia. Sin embargo, sus órdenes no se aplicaron, y los tres hombres llegaron a lo que entonces se conocía como el Condominio de Bosnia y Herzegovina, donde unieron fuerzas con otros conspiradores reclutados por el antiguo compañero de Princip Danilo Ilić,. Veljko y Vaso Čubrilović, Muhamed Mehmedbašić, Cvjetko Popović y Miško Jovanović. El 28 de junio de 1914 Princip hirió mortalmente a Francisco Fernando y a su esposa Sofía, duquesa de Hohenberg.
El 23 de julio de 1914, el gobierno austrohúngaro envió su Ultimátum de julio al gobierno serbio con una lista de diez exigencias. En su respuesta, el 25 de julio de 1914, Pašić aceptó todos los puntos del ultimátum excepto el sexto, que exigía que Serbia permitiera que una delegación austriaca participara en una investigación criminal contra los participantes en la conspiración que estuvieran en Serbia. Tres días después, Austria-Hungría declaró la guerra a Serbia. En 1916, Dimitrijević fue ascendido a coronel poco antes de su detención acusado de alta traición.
En 1916, Dimitrijević fue ascendido a coronel.

## Ejecución
Nikola Pašić estaba decidido a deshacerse de los miembros más prominentes del movimiento de la Mano Negra, para entonces oficialmente disuelto. Dimitrijević y varios de sus colegas militares fueron detenidos y juzgados, acusados del intento de asesinato del regente Alejandro Karađorđević. El 23 de mayo de 1917, a la conclusión de lo que se acabó conociendo como el «Juicio de Salónica», Dimitrijević fue declarado culpable de traición y sentenciado a muerte. Un mes después, el 24 de junio de 1917, fue ejecutado por un pelotón de fusilamiento. 
En 1953, Dimitrijević y el resto de acusados fueron juzgados a título póstumo por el Tribunal Supremo de Serbia y fue hallado inocente, porque no había ninguna prueba de su presunta participación en el complot del asesinato.